# Polska Piastów
Polska Piastów – esej historyczny Pawła Jasienicy wydany w 1960 we Wrocławiu przez Zakład Narodowy im. Ossolińskich.
Polska Piastów jest pierwszą częścią cyklu esejów poświęconych historii Polski przedrozbiorowej. Jej treścią są dzieje Polski od czasów najdawniejszych do śmierci Kazimierza III Wielkiego. Autor skupia się na dziejach władców z dynastii piastowskiej, ukazując przy okazji rozwój państwa przez nich rządzonego. Zbiór historycznych esejów jest zaliczany do najbardziej znanych dzieł w literaturze polskiej.